# Warren Publishing
Warren Publishing fue una editorial estadounidense fundada por James Warren, que publicó sus primeras revistas en 1957 y continuó en el negocio hasta principios de la década de 1980. Entre sus revistas destacan After Hours o Help!, pero sobre todo las dedicadas al género de terror: Famous Monsters of Filmland, Creepy (1964), Eerie (1966) y Vampirella (1969). En su momento de mayor auge, Creepy, la más exitosa de todas ellas, «tiraba tres millones de ejemplares, que iban no sólo al mercado estadounidense, también a Canadá, Inglaterra». Localizada inicialmente en Filadelfia, Pensilvania, se trasladó en 1965 a la ciudad de Nueva York, donde editó revistas de diversos géneros, como The Spirit y Comix International, ambas en 1974, y 1984, en 1978.

## Inicios
Durante la década de 1950 se había producido una gran expansión temática de los comic books en Estados Unidos, triunfando los de ciencia ficción, crímenes, funny animals, terror, romance y westerns en detrimento de los superhéroes, destacando sobre todo los publicados por la empresa EC Comics, dirigida desde 1947 por Wiliam Gaines. La llegada de la televisión y la mayor espectacularidad del cine, además de los ataques a estos cómics por parte del psiquiatra Fredric Wertham y de un Subcomité del Senado para la Investigación de la Delincuencia Juvenil que sostenían que corrompían a la infancia, provocaron caídas generalizadas de ventas. En respuesta, se creó la Comics Code Authority por parte de las editoriales supervivientes de The Comics Magazine Association of America, una forma de autocensura que prohibía la exhibición de imágenes macabras, violentas o cualquier insinuación erótica, acabando así con los cómics de terror y de crímenes.
A finales de la década de 1950 James Warren, un editor de origen judío, decidió no someterse a estas restricciones. Primero quiso publicar una revista ilustrada con fotografías sobre cine de terror al estilo de la revista francesa Cinema 57, aprovechando el renovado interés en el género gracias a las series de televisión, las películas de los estudios Universal de Estados Unidos y Hammer Production de Inglaterra. Crea junto con Forrest J. Ackerman Famous Monsters of Filmland en 1958 y posteriormente Monster World, que incluía algunas historietas, y finalmente Creepy dedicada enteramente al cómic y que se convertiría en el título insignia de su editorial.

Les siguie otras publicaciones también dedicadas al género de terror, como Eerie y Vampirella, en las que ellas colaboraron autores norteamericanos destacados como Neal Adams, Richard Corben, Reed Crandall, Steve Ditko, Frank Frazzeta, Tom Sutton, Alex Toth, Al Williamson, Wallace Wood y Bernie Wrightson. Como explica Josep María Beà: 
Los planteamientos de Warren provenían de la EC: 8 páginas, planteamiento, nudo y desenlace impactante. De hecho, te pedían que la viñeta impactante estuviera en la página de la izquierda, para que así sorprendieran más al lector al pasar la hoja. Era un marco estricto del que quería salirme un poco, pero Warren opinaba que los lectores pedían el susto final; se habían educado con esa fórmula. 

## El desembarco español
En 1970 Jim Warren se entrevistó con el editor español Josep Toutain, quien había viajado con una carpeta llena de originales a Nueva York para buscar nuevos mercados y géneros para los artistas de Selecciones Ilustradas, que hasta entonces habían trabajado principalmente para el mercado británico. Jim Warren quedó tan impresionado por la relación calidad-precio de los dibujos que se dirigiría a Barcelona para reunirse con Toutain y contratar a varios dibujantes. Para entonces, el artista español Carlos Prunés ya había publicado en el n.º 30 de Creepy 18 meses antes pero no lo hizo a través de Selecciones Ilustradas.
Después de que el primer grupo de artistas españoles trabajara con Warren con resultados satisfactorios pero desiguales, Selecciones Ilustradas promocionó a un nuevo grupo proveniente del estudio valenciano de Luis Bermejo que suplantó a muchos de los anteriores formando la columna vertebral de la editorial durante el resto de la década. Desde 1972 a 1974 los artistas de Selecciones Ilustradas dibujaron el 80% de los contenidos así como la mayoría de las portadas.
El «desembarco» español llegó en un momento delicado para la empresa, después de que Archie Goodwin, su principal guionista, había abandonado la compañía para dedicarse a las historietas de superhéroes y fuera sustituido por Bill DuBay. 
Artistas como Josep María Beà ilustraron sus propios guiones, como fue el caso de la historia «The Picture of Death», un homenaje a El Bosco, en Creepy N.º 45 (1972). En 1973 Beà recibió el premio Warren al mejor guion del año por «The Accursed Flowers», basada en una leyenda tradicional del municipio tarraconense de Altafulla; mientras que los también artistas españoles Sanjulián, Víctor de la Fuente y Luis García obtuvieron los premios a la mejor portada (Creepy N.º 51), historieta («I am Dead, Egypt, Dead» en Eerie N.º 35) y dibujo («The Men Who Called Him Monster» en Creepy n.º 43), respectivamente.

## Desaparición
Warren se declaró en bancarrota en 1983, su editor se apropió de los originales de historieta de la editorial y posteriormente los subastó.